# Hithlum
En el universo imaginario de J. R. R. Tolkien y en las historias desarrolladas en El Silmarillion, Hithlum es una enorme región del norte de Beleriand que estaba delimitada en todos lados por montañas: al occidente Ered Lómin y en el resto por las Ered Wethrin, que la rodeaban por el este y por el sur. Además se compone de las siguientes regiones: Hithlum propiamente dicha al centro, Dor-Lómin al sur y Mithrim al sureste.
En quenya es llamada Hísilómë, que al igual que su nombre sindarin quiere decir «oscuridad de niebla». Este nombre es debido a las nieblas que levantaba el monte Thangorodrim, que oscurecían toda la región. 
Se trataba de una región de bajas temperaturas, pero de una belleza extraordinaria, por ello habitaron allí los más nobles y valientes elfos, la casa de Fingolfin, rey de todos los Noldor, y también los más bravos hombres, la casa de Hador Lórindol. 
Por ser una zona tan cercana a Angband, era la más expuesta a ataques y asedios y sus habitantes estaban bajo guardia constante. En Eithel Sirion, frente a las fuentes del río Sirion, estaba la fortaleza principal de los Noldor, Barad Eithel, y ahí reinaba el rey de todos los Noldor. Luego de la Nírnaeth Arnoediad, la mayor parte de Hithlum fue ocupada por los orientales que habían traicionado a Maedhros, pero Morgoth les prohibió salir de allí; el resto de los elfos y de los hombres fueron capturados y forzados a trabajar como esclavos en las minas del norte.
- Datos: Q1798200